# Frauen, die Prosecco trinken
Frauen, die Prosecco trinken ist ein deutscher Fernsehfilm von Ulrich König aus dem Jahr 2001, der auf dem gleichnamigen Roman von Marlene Faro basiert.

## Handlung
Flora Krippendorf ist eine erfolgreiche, junge Journalistin. Sie arbeitet für ein Berliner Verlagshaus und soll als Nächstes eine Reportage über das Gleitschirmfliegen abliefern. Zusammen mit ihrem Kollegen, Fotoreporter Jonas Schmidt, reist sie nach Bayern und lässt sich in die Geheimnisse des Gleitschirmfliegens einweihen. Überwältigt von den Eindrücken des Tages feiert sie mit Jonas im Hotel und beide landen ungeplant im Bett. Jonas ist ihr zwar sehr sympathisch, aber sie macht ihm klar, dass sie sich bereits für den Chef der Anzeigenabteilung, Daniel Witte, entschieden hat und die letzte Nacht nur ein „Ausrutscher“ war. Daniel ist allerdings verheiratet, was Flora zwar nicht weiter stört, was aber dennoch immer wieder Probleme bringt. So ist es ihr nur recht, dass er sie mit nach Paris nehmen will. Ihren Kollegen gegenüber hatte sie die Liaison lange verheimlicht, doch kommen sie allmählich dahinter. Jonas, der nicht einfach nur zusehen will, wie Flora in ihr Unglück rennt, versucht sie zu warnen, dass der Mann nur seinen Spaß haben will, aber Flora ist davon überzeugt, dass Daniel sie liebt und seine Familie für sie verlassen wird. Als er ihr dann aber mitteilt, dass er sich mit seiner Frau ausgesöhnt hat und sie es noch einmal miteinander versuchen wollen, bricht für Flora eine Welt zusammen. Sie hat nämlich bereits ihren Job in Berlin gekündigt und 9000 DM Provision für die Pariser Wohnung angezahlt. Zu allem Überfluss ist sie auch noch schwanger, was sie vor kurzem erfahren hat und Daniel noch nicht sagen konnte.
Flora ist fest entschlossen, trotzdem nach Paris zu gehen. Doch auch das wird der nächste Tiefschlag, denn ihre neue Chefin weist sie aufgrund ihrer Schwangerschaft zurück. Sie steht vor dem reinen Nichts. Die Schulden wachsen ihr allmählich über den Kopf und Bewerbungen bei anderen Verlagshäusern laufen ins Leere. Lediglich die kleine Lokalredaktion des „Friedrichshainer Volksblatts“ will sie einstellen.
In dieser schweren Zeit stehen ihr ihre alleinerziehende Freundin Lotte und auch Jonas zur Seite. Dieser ist immer noch sehr an Flora interessiert und erfährt per Zufall, dass Daniel nicht der Vater von Floras Kind sein kann, da dieser sich nach der Geburt seiner ersten Tochter hatte sterilisieren lassen. So kommt nur er als der Kindsvater in Frage, was er umgehend Flora mitteilt. Beide finden so nun endlich zueinander und starten in eine gemeinsame Zukunft.

## Produktionsnotizen
Frauen, die Prosecco trinken wurde erstmals am 23. März 2001 gesendet.

## Kritik
Die TV Spielfilm vergab dem Film die schlechteste Wertung (Daumen nach unten) und befand: Die „TV-Romanze ohne jedes Prickeln im Glas […] reicht nicht mal für ’nen ordentlichen Kater.“